# Ironomyiidae
Ironomyiidae (лат.) — семейство двукрылых насекомых из инфраотряда круглошовных мух (Muscomorpha). Насчитывают три современных вида, объединяемых в род Ironomyia и известных исключительно из Австралии. Более многочисленные ископаемые представители в отложениях мелового периода на территории России, Китая, Монголии и Канады, а также в бирманском янтаре.

## Классификация
В состав семейства включают 1 современный и 5 вымерших родов:
- Ironomyia White, 1916
- † Cretonomyia McAlpine, 1973
- † Eridomyia Mostovski, 1996
- † Hermaeomyia Mostovski, 1996
- † Palaeopetia Zhang, 1987
- † Proironia Grimaldi, 2018